# Europees kampioenschap voetbal 2008 (Groep D) Griekenland - Rusland
Dit artikel gaat over de wedstrijd in de groepsfase in groep D tussen Rusland en Griekenland gespeeld op 14 juni 2008 tijdens het Europees kampioenschap voetbal 2008.

## Voorafgaand aan de wedstrijd
Griekenland en Rusland hadden beide hun eerste groepswedstrijd verloren.

## Wedstrijdgegevens

De basisopstellingen van beide landen.

| Datum                | 14 juni 2008                       | 14 juni 2008                       |
| Stadion              | Tivoli Neu, Innsbruck              | Tivoli Neu, Innsbruck              |
| Toeschouwers         | 30.000                             | 30.000                             |
| Scheidsrechter       | Roberto Rosetti                    | Roberto Rosetti                    |
| Assistenten          | Alessandro Griselli Paolo Calcagno | Alessandro Griselli Paolo Calcagno |
| Vierde man           | Olegário Benquerença               | Olegário Benquerença               |
| Man van de wedstrijd | Roman Pavljoetsjenko               | Roman Pavljoetsjenko               |
|                      | Griekenland                        | Rusland                            |
| Doelpunten           | 0                                  | 1                                  |
| Gele kaarten         | 2                                  | 2                                  |
| Rode kaarten         | 0                                  | 0                                  |
| Wissels              | 3                                  | 2                                  |
| Schoten op doel      | 7                                  | 8                                  |
| Schoten naast doel   | 5                                  | 10                                 |
| Overtredingen        | 16                                 | 19                                 |
| Hoekschoppen         | 7                                  | 9                                  |
| Buitenspel           | 5                                  | 2                                  |
| Vrije trappen        | 21                                 | 21                                 |
| Strafschoppen        | 0                                  | 0                                  |
| Balbezit (tijd)      | 26' 30                             | 26' 39                             |
| Balbezit (%)         | 49                                 | 51                                 |

| Griekenland | 0 – 1           | Rusland |
| | goals (assists) | 33' Konstantin Zyrjanov (Sergej Semak) |
| Otto Rehhagel | bondscoach      | Guus Hiddink |
| Antonis Nikopolidis Giourkas Seitaridis 40' Christos Patsatzoglou Traianos Dellas Angelos Basinas Angelos Charisteas Vasilis Torosidis Sotirios Kyrgiakos Ioannis Amanatidis 80' Kostas Katsouranis Nikos Lyberopoulos 61' | opstellingen    | Igor Akinfejev Sergej Ignasjevitsj Dmitri Torbinski Denis Kolodin Sergej Semak 70' Dinijar Biljaletdinov Konstantin Zyrjanov 87' Joeri Zjirkov Roman Pavljoetsjenko Igor Semsjov Aleksandr Anjoekov |
| Stelios Giannakopoulos 80' Giorgios Karagounis 40' Theofanis Gekas 61' | wissels         | 87' Vasili Berezoetski 70' Ivan Sajenko |
| Giorgios Karagounis 42' Nikos Lyberopoulos 58' | gele kaarten    | 77' Ivan Sajenko 84' Dmitri Torbinski |
| | rode kaarten    | |

## Trivia
- Door de nederlaag was Griekenland uitgeschakeld en kon het zich niet meer kwalificeren voor de kwartfinale van het Europees kampioenschap voetbal. Rusland had nog een kans, maar kon alleen doorgaan als het zou weten te winnen van Zweden.
- Voor Theofanis Gekas was het toernooi voorbij. In de wedstrijd liep hij een gebroken jukbeen op.[1] Ook Vasilis Torosidis en Giourkas Seitaridis raakten geblesseerd. Beide verdedigers raakten geblesseerd aan de lies.[2]

## Overzicht van wedstrijden
| Groepswedstrijden | | | |
| Groep A | Groep B | Groep C | Groep D |
| Zwitserland - Tsjechië Portugal - Turkije Tsjechië - Portugal Zwitserland - Turkije Zwitserland - Portugal Turkije - Tsjechië | Oostenrijk - Kroatië Duitsland - Polen Kroatië - Duitsland Oostenrijk - Polen Oostenrijk - Duitsland Polen - Kroatië | Roemenië - Frankrijk Nederland - Italië Italië - Roemenië Nederland - Frankrijk Nederland - Roemenië Frankrijk - Italië | Spanje - Rusland Griekenland - Zweden Zweden - Spanje Griekenland - Rusland Griekenland - Spanje Rusland - Zweden |
| Kwartfinales | | | |
| Portugal - Duitsland | Kroatië - Turkije | Nederland - Rusland | Spanje - Italië                                                                                                   |
| Halve finales | | | |
| Duitsland - Turkije | Duitsland - Turkije                                                                                                  | Rusland - Spanje | Rusland - Spanje                                                                                                  |
| Finale | | | |
| Duitsland - Spanje | | | |